# Giulia Gonzaga
Giulia Gonzaga (1513 à Gazzuolo - 16 avril 1566) est une aristocrate italienne, membre de la maison de Gonzague de Sabbioneta et Bozzolo, et écrivaine de la Renaissance. Elle est comtesse de Rodigo en tant qu'héritière de son défunt époux entre 1528 et 1541.

## Biographie
Giulia, née à Gazzuolo en 1513, est le septième enfant de Ludovico Gonzaga, seigneur de Sabbioneta et de Bozzolo, et de Francesca Fieschi. Elle est la sœur de Luigi, seigneur de Sabbioneta, de Gianfrancesco, seigneur de Bozzolo, de Pirro, cardinal, de Paola, épouse de Gian Galeazzo Sanvitale, d'Ippolita, épouse de Galeotto Pico della Mirandola, d'Eleonora, épouse de Girolamo Martinengo et d'Isabella et Caterina, religieuses.
En août 1526, elle épouse Vespasiano Colonna (1480-1528), comte de Fondi et duc de Traetto, fils de Prospero Colonna et de Covella di Sanseverino. De trente-trois ans son aîné et décrit comme "en mauvaise santé, boiteux et manchot" , le duc est veuf depuis l'année précédente de Béatrice Appiano, avec qui il a eu une fille, Isabella. Elle lui apporte une dot de douze-mille écus. Le 13 mars 1528, son mari meurt, lui laissant le comté de Rodigo à condition qu'elle ne se remarie pas. Giulia fait de son palais un centre culturel, attirant l'attention de nombre de ses contemporains autant pour ces activités que pour sa célèbre beauté, même si elle refuse de se remarier. Sa cour est ainsi fréquentée par Vittoria Colonna, Marc-Antoine Flaminio, Francesco Maria Molza, Francesco Berni ou encore Pier Paolo Vergerio. Elle entretient une liaison avec le cardinal Hippolyte de Médicis, décédé à Itri après une rencontre avec elle.

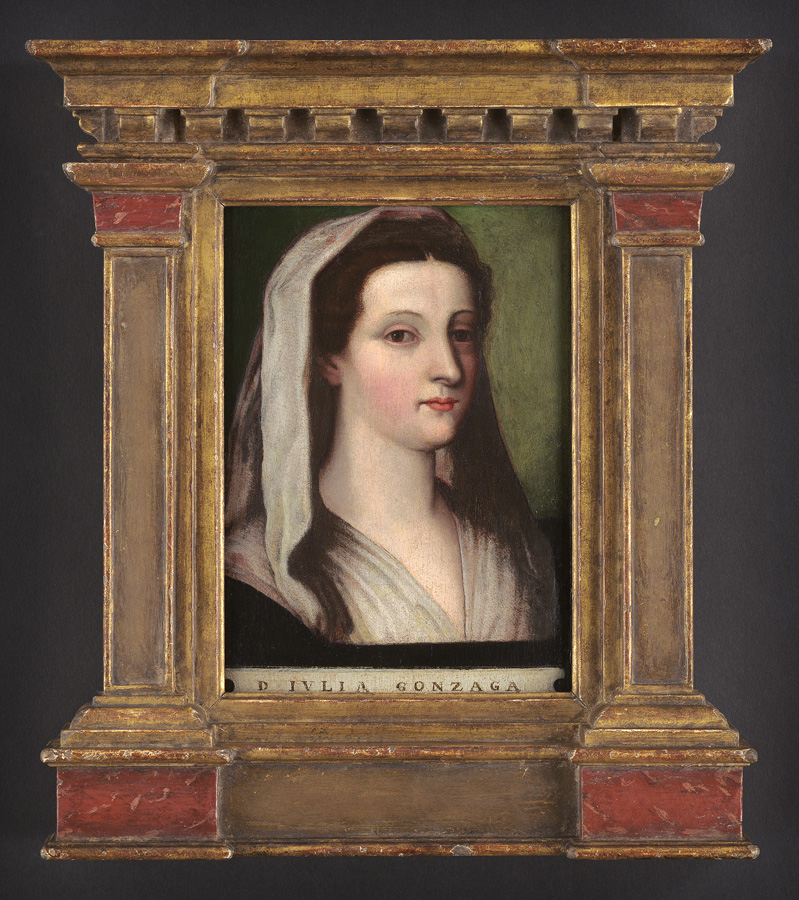
Giulia Gonzaga par un suiveur de Sebastiano del Piombo.

Dans la nuit du 8 au 9 août 1534, la ville de Fondi est attaquée par le corsaire Barberousse, qui cherche à l'enlever et à la livrer à Soliman le Magnifique. Elle s'échappe et Barberousse, frustré, massacre les populations de Fondi et de Sperlonga, bien qu'il soit repoussé à Itri. Il y a aussi des spéculations selon lesquelles la tentative de Barberousse pourrait avoir été motivée par des membres de la famille Colonna souhaitant récupérer leurs terres après la mort de Vespasiano Colonna. Charles V, moins d'un an plus tard, organise une expédition contre Tunis pour détruire la base de Barberousse et lorsque, le 25 novembre 1535, le souverain revient à Naples, Giulia Gonzaga va à sa rencontre non seulement pour voir celui qui l'a vengé, mais aussi pour s'attirer son soutien dans ses propres conflits avec les Colonna et sa belle-fille Isabella.
Giulia Gonzaga entre dans un couvent de Naples en 1535 ; elle ne devient pas religieuse, mais vit au couvent comme laïque et garde son domaine de Rodigo. Au couvent, elle rencontre Juan de Valdés en 1536. Cette rencontre et leur correspondance attirent sur elle l'attention de l'Inquisition, la conduisant ainsi à écrire une lettre en 1553 au cardinal Hercule Gonzague pour exprimer son désaccord avec les écrits ultérieurs de Valdés.
En 1541, elle laisse son fief à son neveu Vespasien Gonzague, fils de son frère Louis et de sa belle-fille Isabella Colonna.
Giulia Gonzaga est décédée à cinquante-trois ans en 1566. Après sa mort, sa correspondance avec Pietro Carnesecchi est l'un des éléments qui conduit à ce que ce dernier soit brûlé vif pour hérésie en 1567.